# 新井翼
新井 翼（あらい つばさ、1997年7月14日 - ）は、ジャパンラグビーリーグワン埼玉パナソニックワイルドナイツに所属するラグビー選手。

## プロフィール
- 埼玉県出身[1]。
- ポジションはセンター(CTB)。
- 身長 175 cm、体重 85 kg

## 略歴
2016年、流経大柏高校卒業後、帝京大学に入る。なお流経大柏高校時代、高校日本代表候補に選ばれたことがある。
2020年、帝京大学卒業後、パナソニック ワイルドナイツ(現・埼玉パナソニックワイルドナイツ)に加入。